# A Furcsa pár epizódjainak listája
Ez a cikk a Furcsa pár című sorozat epizódjait listázza.

## Évados áttekintés
| Évad | Évad | Epizódok | Eredeti sugárzás  | Eredeti sugárzás | Eredeti adó | Magyar sugárzás   | Magyar sugárzás   | Magyar adó     |
| Évad | Évad | Epizódok | Évadpremier       | Évadfinálé       | Eredeti adó | Évadpremier       | Évadfinálé        | Magyar adó     |
| ---- | ---- | -------- | ----------------- | ---------------- | ----------- | ----------------- | ----------------- | -------------- |
|      | 1    | 12       | 2015. február 19. | 2015. május 14.  | CBS         | 2023. március 26. | 2023. április 30. | Comedy Central |
|      | 2    | 13       | 2016. április 7.  | 2016. május 23.  | CBS         | 2023. május 7.    | 2023. június 18.  | Comedy Central |
|      | 3    | 13       | 2016. október 17. | 2017. január 30. | CBS         | 2023. június 18.  | 2023. július 30.  | Comedy Central |

## 1. évad (2015)
| Sor. | Év. | Cím                                                      | Rendező         | Író                                         | Premier                             | Nézettség    |
| ---- | --- | -------------------------------------------------------- | --------------- | ------------------------------------------- | ----------------------------------- | ------------ |
| 1.   | 1.  | Az új lakótárs (The Pilot)                               | Mark Cendrowski | Danny Jacobson, Matthew Perry és Joe Keenan | 2015. február 19. 2023. március 26. | 13,57 millió |
| 2.   | 2.  | A szellemíró (The Ghostwriter)                           | Phill Lewis     | Lesley Wake Webster                         | 2015. február 26. 2023. március 26. | 11,08 millió |
| 3.   | 3.  | A szülinapi buli (The Birthday Party)                    | Phill Lewis     | Dan O'Shannon                               | 2015. március 5. 2023. április 2.   | 12,36 millió |
| 4.   | 4.  | Vak vezet vakrandizót (The Blind Leading the Blind Date) | Phill Lewis     | Tucker Cawley                               | 2015. március 12. 2023. április 2.  | 10,24 millió |
| 5.   | 5.  | Az esküvő (The Wedding Deception)                        | Phill Lewis     | Joe Keenan                                  | 2015. április 2. 2023. április 9.   | 8,70 millió  |
| 6.   | 6.  | Magadat gyógyítsd (Heal Thyself)                         | Mark Cendrowski | Bob Daily                                   | 2015. április 9. 2023. április 9.   | 9,73 millió  |
| 7.   | 7.  | A titkos ügynök (Secret Agent Man)                       | Mark Cendrowski | Tony Dodds                                  | 2015. április 16. 2023. április 16. | 9,62 millió  |
| 8.   | 8.  | A lakótársak viadala (The Unger Games)                   | Andy Cadiff     | Tad Quill                                   | 2015. április 23. 2023. április 16. | 9,37 millió  |
| 9.   | 9.  | Fájdalmas igazság (Sleeping Dogs Lie)                    | Mark Cendrowski | Emily Cutler                                | 2015. április 30. 2023. április 23. | 9,16 millió  |
| 10.  | 10. | Megvilágosodás (Enlightening Strikes)                    | Phill Lewis     | Tucker Cawley és Emily Cutler               | 2015. május 7. 2023. április 23.    | 8,19 millió  |
| 11.  | 11. | Féltékenység (Jealous Island)                            | Mark Cendrowski | Cindy Appel és Michael J. S. Murphy         | 2015. május 7. 2023. április 30.    | 7,03 millió  |
| 12.  | 12. | Az adóbevallás (The Audit Couple)                        | Andy Cadiff     | Dan O'Shannon                               | 2015. május 14. 2023. április 30.   | 8,17 millió  |

## 2. évad (2016)
| Sor. | Év. | Cím                                                 | Rendező              | Író                                           | Premier                           | Nézettség   |
| ---- | --- | --------------------------------------------------- | -------------------- | --------------------------------------------- | --------------------------------- | ----------- |
| 13.  | 1.  | Aki kíváncsi... (All About Eavesdropping)           | Phill Lewis          | Emily Cutler                                  | 2016. április 7. 2023. május 7.   | 7,63 millió |
| 14.  | 2.  | Az ellentétek vonzzák egymást (Unger the Influence) | Phill Lewis          | Dan O'Shannon                                 | 2016. április 14. 2023. május 7.  | 7,10 millió |
| 15.  | 3.  | A korkülönbség (From Here to Maturity)              | Mark Cendrowski      | Tucker Cawley                                 | 2016. április 21. 2023. május 14. | 8,64 millió |
| 16.  | 4.  | Madison és fia (Madison & Son)                      | Mark Cendrowski      | Bob Daily                                     | 2016. április 28. 2023. május 14. | 8,16 millió |
| 17.  | 5.  | Az őszinteség haditerv (Oscar's Overture)           | Beth McCarthy-Miller | Joe Port és Joe Wiseman                       | 2016. május 2. 2023. május 21.    | 5,89 millió |
| 18.  | 6.  | Vágyak viharában (An Oscar Named Desire)            | Katy Garretson       | Emily Cutler, Neil Goldman és Garrett Donovan | 2016. május 5. 2023. május 21.    | 8,07 millió |
| 19.  | 7.  | Dani, a sztár (Make Room for Dani)                  | Phill Lewis          | Neil Goldman és Garrett Donovan               | 2016. május 9. 2023. május 28.    | 5,81 millió |
| 20.  | 8.  | A szülinapi átok (A Dinner Engagement)              | Victor Gonzalez      | Ryan Raddatz                                  | 2016. május 12. 2023. május 28.   | 8,56 millió |
| 21.  | 9.  | Sakkőrület (Chess Nuts)                             | Katy Garretson       | Michael J. S. Murphy és Frank O. Wolff        | 2016. május 16. 2023. június 4.   | 5,74 millió |
| 22.  | 10. | Új barátság (Odd Man Out)                           | Mark Cendrowski      | Tony Dodds                                    | 2016. május 19. 2023. június 4.   | 7,26 millió |
| 23.  | 11. | A jogosítvány (Road Scholar)                        | Andy Fickman         | Stephanie Furman Darrow                       | 2016. május 19. 2023. június 11.  | 6,15 millió |
| 24.  | 12. | Az elnökválasztás (All the Residents' Men)          | Jeff Greenstein      | Stephanie Furman Darrow és Tony Dodds         | 2016. május 23. 2023. június 11.  | 4,52 millió |
| 25.  | 13. | Az ex-faktor (The Ex-Factor)                        | Jeff Greenstein      | Bob Daily és Ryan Raddatz                     | 2016. május 23. 2023. június 18.  | 4,47 millió |

## 3. évad (2016-2017)
| Sor. | Év. | Cím                                                    | Rendező         | Író                                                  | Premier                             | Nézettség   |
| ---- | --- | ------------------------------------------------------ | --------------- | ---------------------------------------------------- | ----------------------------------- | ----------- |
| 26.  | 1.  | A londoni út (London Calling)                          | Mark Cendrowski | Bob Daily                                            | 2016. október 17. 2023. június 18.  | 4,58 millió |
| 27.  | 2.  | A kaja-csata (Food Fight)                              | Ted Wass        | Tucker Cawley                                        | 2016. október 24. 2023. június 25.  | 4,87 millió |
| 28.  | 3.  | A belső gyermek (I Kid, You Not)                       | Pamela Fryman   | Stephanie Furman Darrow                              | 2016. október 31. 2023. június 25.  | 4,28 millió |
| 29.  | 4.  | Édes búcsú (Taffy Days)                                | Phill Lewis     | Donick Cary, Ryan Raddatz és Stephanie Furman Darrow | 2016. november 7. 2023. július 2.   | 5,02 millió |
| 30.  | 5.  | Miss Anglia (Miss England)                             | Jeff Greenstein | Emily Cutler                                         | 2016. november 14. 2023. július 2.  | 4,69 millió |
| 31.  | 6.  | A beszéd (Eisen Trouble)                               | Jeff Greenstein | Ryan Raddatz                                         | 2016. november 21. 2023. július 9.  | 4,58 millió |
| 32.  | 7.  | Furcsa párosok (The Odd Couples)                       | Ted Wass        | Tom Hertz                                            | 2016. november 28. 2023. július 9.  | 4,61 millió |
| 33.  | 8.  | Felix Navidad (Felix Navidad)                          | Pill Lewis      | Emily Cutler, Tony Dodds és Tom Hertz                | 2016. december 12. 2023. július 16. | 5,23 millió |
| 34.  | 9.  | A barátnőm nője (My Bestfriend's Girl)                 | Pill Lewis      | Donick Cary                                          | 2017. január 2. 2023. július 16.    | 5,33 millió |
| 35.  | 10. | Menni, vagy maradni (Should She Stay or Should She Go) | Pill Lewis      | Tony Dodds                                           | 2017. január 9. 2023. július 23.    | 5,04 millió |
| 36.  | 11. | Batman a Pingvin ellen (Batman vs. The Penguin)        | Mark Cendrowski | Frank O. Wolff, Michael J.S. Murphy és Dante Russo   | 2017. január 16. 2023. július 23.   | 5,61 millió |
| 37.  | 12. | Isteni színjáték (The God Couple)                      | Pamela Fryman   | Kristi Korzec, Dan O'Shannon és Aaron Shure          | 2017. január 30. 2023. július 30.   | 5,78 millió |
| 38.  | 13. | A költözés (Conscious Odd Coupling)                    | Pamela Fryman   | Bob Daily és Tucker Cawley                           | 2017. január 30. 2023. július 30.   | 5,30 millió |